# Royal Air Force Tyskland
Royal Air Force Tyskland (RAFG) (en: Royal Air Force Germany) eller på svenska Storbritanniens Flygvapen i Tyskland var ett kommando inom Royal Air Force och var ursprungligen en del av de brittiska ockupationsstyrkorna i Tyskland, efter andra världskriget, och senare verkade som en del av RAF:s engagemang för försvaret av Europa under det kalla kriget.
Kommandot bildades den 1 januari 1959 genom ett namnbyte på RAF:s Second Tactical Air Force (2TAF). 1993 upplöstes RAF Tyskland som ett separat kommando som en del i minskningen av den brittiska militära närvaron i Europa, vid upphörandet av det kalla kriget. De övriga RAF-styrkorna i Tyskland upphörde som separata kommandon och kom i stället att bli No. 2 Group RAF vilken var en del av RAF Strike Command I april 2007 uppgick RAF Strike Command i RAF Air Command, vilket idag är det enda aktiva kommandot inom Royal Air Force 

## RAF:s flygbaser i Tyskland[2]
| Namn              | Aktivt    | Stad                         | Bundesland          | Nuvarande användning                                                                                      |
| ----------------- | --------- | ---------------------------- | ------------------- | --- |
| RAF Ahlhorn       | 1952–1958 | Ahlhorn                      | Niedersachsen       | Flugplatz Ahlhorner Heide                                                                                 |
| RAF Brüggen       | 1953–2002 | Brüggen                      | Nordrhein-Westfalen | Idag förläggningsort till Brittiska armén och benämnd Elmpt Station, Javelin Barracks                     |
| RAF Bückeburg     | 1946–1958 | Bückeburg                    | Niedersachsen       | Flugplatz Bückeburg                                                                                       |
| RAF Butzweilerhof | 1951–1967 | Köln                         | Nordrhein-Westfalen | (stängd 1955)                                                                                             |
| RAF Celle         | 1945–1957 | Celle                        | Niedersachsen       | Heeresflugplatz Celle                                                                                     |
| RAF Fassberg      | 1945–1957 | Faßberg                      | Niedersachsen       | Heeresflugplatz Faßberg                                                                                   |
| RAF Fuhlsbüttel   | 1945–??   | Hamburg                      | Hamburg             | Flughafen Hamburg                                                                                         |
| RAF Gatow         | 1945–1994 | Berlin                       | Berlin              | Idag benämnd Gatows flygplats (stängd 1994) och inhyser Bundeswehrs flygvapenmuseum                       |
| RAF Geilenkirchen | 1953–1968 | Geilenkirchen                | Nordrhein-Westfalen | NATO Air Base Geilenkirchen                                                                               |
| RAF Gütersloh     | 1945–1993 | Gütersloh                    | Nordrhein-Westfalen | Idag förläggningsort till Brittiska armén och benämnd Princess Royal Barracks, Gütersloh, (AAC Gütersloh) |
| RAF Jever         | 1951–1961 | Jever                        | Niedersachsen       | Fliegerhorst Jever (Luftwaffe, stängd 2013)                                                               |
| RAF Laarbruch     | 1954–1999 | Weeze                        | Nordrhein-Westfalen | Weezes flygplats                                                                                          |
| RAF Lübeck        | 1945–1950 | Lübeck                       | Schleswig-Holstein  | Lübeck Blankensee flygplats                                                                               |
| RAF Nörvenich     | 1954–1955 | Nörvenich (Kreis Düren)      | Nordrhein-Westfalen | Fliegerhorst Nörvenich                                                                                    |
| RAF Oldenburg     | 1951–1957 | Oldenburg                    | Niedersachsen       | |
| RAF Schleswigland | 1945–1958 | Schleswig                    | Schleswig-Holstein  | Fliegerhorst Schleswig                                                                                    |
| RAF Sylt          | 1947–1961 | Sylt                         | Schleswig-Holstein  | Sylts flygplats                                                                                           |
| RAF Wahn          | 1945–1957 | Köln                         | Nordrhein-Westfalen | Flughafen Köln-Bonn                                                                                       |
| RAF Wildenrath    | 1952–1992 | Wildenrath (Kreis Heinsberg) | Nordrhein-Westfalen | stängt 1992, bl.a. testcenter för Siemens                                                                 |
| RAF Wunstorf      | 1945–1992 | Wunstorf (Region Hannover)   | Niedersachsen       | Fliegerhorst Wunstorf                                                                                     |

### Övriga förläggningsorter
- RAF Hambühren
- RAF Hehn
- RAF Hustedt
- RAF Husum - radarstation vid kusten nära staden Husum, Schleswig-Holstein
- RAF Lüneburg
- RAF Plantlünne
- RAF Rheindahlen (Mönchengladbach) - idag förläggningsort till Brittiska armén, som HQ United Kingdom Support Command (Tyskland) (HQ UKSC(G))
- RAF Sundern
- RAF Uetersen
- RAF Hospital Wegberg - idag förläggningsort till Brittiska armén, som HQ British Forces Germany Health Service (BFGHS)
- RAF Winterberg

## Befälhavare
| - 1 januari 1959 - Air Marshal Sir John Edwardes-Jones - 7 januari 1961 - Air Marshal Sir John Grandy - 25 juni 1963 - Air Marshal Sir Ronald Lees - 6 december 1965 - Air Marshal Sir Denis Spotswood - 16 juli 1968 - Air Marshal Christopher Foxley-Norris - 10 november 1970 - Air Marshal Harold Brownlow Martin - 4 april 1973 - Air Marshal N Maynard - 19 januari 1976 - Air Marshal Sir Michael Beetham | - 25 juli 1977 - Air Marshal Sir John Stacey - 30 april 1979 - Air Marshal Sir Peter Terry - 2 february 1981 - Air Marshal Sir Thomas Kennedy - 9 april 1983 - Air Marshal Sir Patrick Hine - 1 juli 1985 - Air Marshal Sir David Parry-Evans - 13 april 1987 - Air Marshal Sir Anthony Skingsley - 14 april 1989 - Air Marshal Sir Roger Palin - 22 april 1991 - Air Marshal Sir Andrew Wilson |